# هدسون رودريغوس دوس سانتوس
هدسون رودريغوس دوس سانتوس (بالبرتغالية: Húdson Rodrigues dos Santos‏) هو لاعب كرة قدم برازيلي، ولد في 30 يناير 1988 في جويز دي فورا في البرازيل. لعب مع نادي إيتوانو ونادي برازيليا ونادي سانتوس ونادي ساو باولو.

## وصلات خارجية
- هدسون رودريغوس دوس سانتوس على موقع قاعدة بيانات كرة القدم.إي يو (الإنجليزية)
- هدسون رودريغوس دوس سانتوس على موقع Soccerway.com (الإنجليزية)
- هدسون رودريغوس دوس سانتوس على موقع AS.com (الإسبانية)